# 長谷川町子
長谷川町子（日语：／ Hasegawa Machiko，1920年1月30日—1992年5月27日）是日本最初的女性專業漫畫家。代表作有《蠑螺小姐》等。她也是日本唯一的一位獲得國民榮誉賞殊榮的漫畫家。

## 人物
長谷川町子出生在佐賀縣小城郡的東多久村（現多久市），但是幼年時期移居到福岡市，她在福岡長大，直到住到1933年（時為旧制福岡縣立福岡高等女學校2年生）。随著父親去世她移居到東京，後畢業於山脇高等女學校（現山脇學園短期大學）。  
就讀山脇高女後從師於漫畫家田河水泡。第二次世界大戰（太平洋戰争）爆發後疏散到福岡縣並在西日本新聞社學藝部工作，二戰結束後退職。1946年（昭和21年），長谷川町子在福岡縣地方報紙《Fukunichi新聞》上發表「蠑螺小姐」（サザエさん），成為了新聞四格漫畫的第一人。其後該漫畫轉到《新夕刊》和《朝日新聞》上刊登，期間曾數度中斷，連載一直持續到1974年（昭和49年）為止。她和姊姊共同創立姊妹社後擔任代表。        
1970年（昭和45年），為維護知識產權，長谷川町子向没有征得作者同意擅自使用「蠑螺小姐」的角色圖案的立川巴士公司提出控诉。
1992年（平成4年）5月27日，長谷川町子因心衰竭去世，享年72歲。遵照她的遺囑，去世的消息在月内並未公開。一個月後（6月末）朝日新聞社和富士電視台公佈了她的死訊。同年7月，日本政府為表彰她的家族漫畫對安定戰後日本社會的貢獻授予其國民榮誉賞。長谷川町子獲得的其他的獎項包括第8回（1962年度）文藝春秋漫畫賞 ，勳四等寶冠章（1990年），第20回（1991年度）日本漫畫家協會賞等。   
另外，出於收集各種美術品的愛好，長谷川町子生前以個人資金創建了「長谷川町子美術館」（地點在東京都世田谷區櫻新町），1985年11月3日開館。姊妹社解散後由「基金會長谷川町子美術館」管理作品著作權。成立當初館名叫「長谷川美術館」，但長谷川町子去世後改為現名。  
長谷川町子是聖公会基督教徒，終身未婚。

### 遺骨遭竊事件
1993年3月，長谷川町子的遺骨被不明人士偷走（日本媒體稱為「長谷川町子遺骨盗難事件」），可是事件風波平息之後，又被放回原位。由於偷竊犯身分不明，至今仍未逮捕歸案。

## 主要作品
- 蠑螺小姐（1946年－1974年）

## 榮譽
- 1962年：第8屆文藝春秋漫畫賞
- 1982年：紫綬褒章
- 1988年：第4屆東京都文化賞
- 1990年：勲四等寶冠章
- 1991年：第20屆日本漫畫家協會賞・文部大臣賞
- 1992年：國民榮譽賞
- 2020年：第24屆手塚治蟲文化賞特別賞

## 外部連結
- 维基共享资源上的相關多媒體資源：長谷川町子
- 長谷川町子美術館官方網站 （页面存档备份，存于）